# أنتون فيشر
أنتون كوينتون فيشر (من مواليد 3 أغسطس 1959) مخرج وكاتب سينمائي ومؤلف ومنتج أفلام أمريكي. كان كتابه «العثور على الأسماك» لعام 2001 ، الذي كان أفضل بائع في نيويورك تايمز. في عام 2002 ، كتب فيلم أنتون فيشر من تأليف فيشر وإخراج دينزل واشنطن.

## روابط خارجية
- أنتون فيشر على موقع IMDb (الإنجليزية)
- أنتون فيشر على موقع ألو سيني (الفرنسية)
- أنتون فيشر على موقع أول موفي (الإنجليزية)
- أنتون فيشر على موقع قاعدة بيانات الفيلم (الإنجليزية)
- أنتون فيشر على موقع كينوبويسك (الروسية)